# Toula ou le génie des eaux
Pour plus de détails, voir Fiche technique et Distribution.
Toula ou le génie des eaux est un film nigérien réalisé par Moustapha Alassane, sorti en 1973.

## Synopsis
Les dieux ont condamné le pays à la sécheresse. Il n’y a plus d’espoir pour les hommes ni pour les animaux. Un devin convoqué par le roi exige le sacrifice d’une jeune femme pour apaiser leur colère.
Toula est désignée. Un jeune homme amoureux d’elle décide de partir à la recherche de l’eau pour sauver sa bien-aimée. Mais quand il revient avec de bonnes nouvelles, il est trop tard. Les dieux ont été satisfaits et Toula a disparu dans l’étang sacré.
Il s'agit d'une adaptation d'un conte de Boubou Hama sur la sécheresse. Le film a été interdit par les autorités du Niger pour quelque temps.

## Fiche technique
- Titre original : Toula ou le génie des eaux
- Réalisation : Moustapha Alassane
- Production : RTF Banca del Niger
- Photographie : Moustapha Alassane, Bernd Rühe
- Montage : Danièle Tessier
- Musique : Sotigui Kouyaté
- Son :
- Durée : 76 min
- Format : Couleurs
- Langue : Français

## Distribution
- Solange Delanne
- Isaa Bania
- Parfait Kondo
- Sotigui Kouyaté
- Damouré Zika

## Festivals
- Semaine de la solidarieté international, France (2011)
- 15th Film Festival of Kerala, Inde (2010)
- Paris Cinéma, France (2005)
- FCAT - Festival de Cine Africano, Espagne (2005)

## Distinctions
- 1er American Black Film Festival, E.U.A. (1977)